# Primer Corral
Primer Corral es una localidad de la comuna de Cochamó, provincia de Llanquihue, Chile.
Se ubica a 69 kilómetros al este del poblado de Río Puelo y a 14 kilómetros de Segundo Corral.

## Turismo
En los alrededores se encuentra las localidades de Llanada Grande y Segundo Corral, así como atractivos importantes para la pesca recreativa tales como el Lago Interior, Lago Azul, Lago Las Rocas y Lago Verde.
Desde Primer Corral se puede acceder al Valle Ventisqueros, que forma parte del Parque Pumalín, hay 17 kilómetros hasta el camping.

## Accesibilidad y transporte
Actualmente se está construyendo un camino a esta localidad fronteriza.
En este sector se ubica el Aeródromo Segundo Corral Alto y en el Valle Ventisqueros se encuentra el Aeródromo Rincón Bonito.